# Červená Voda (Sabinov)
Červená Voda es un municipio del distrito de Sabinov en la región de Prešov, Eslovaquia, con una población estimada a final del año 2024 de 527 habitantes.
Se encuentra ubicado en el centro-oeste de la región, en el valle del río Torysa (cuenca hidrográfica del río Tisza).

## Demografía
| Año        | 1994 | 2004    | 2014     | 2024    |
| ---------- | ---- | ------- | -------- | ------- |
| Población  | 447  | 448     | 493      | 527     |
| Diferencia |      | +0,22 % | +10,04 % | +6,89 % |

| Año        | 2023 | 2024    |
| ---------- | ---- | ------- |
| Población  | 515  | 527     |
| Diferencia |      | +2,33 % |